# Pennisetum villosum
Pennisetum villosum — вид рослин родини тонконогові (Poaceae).

## Опис
Це багаторічна трава. Має кореневищні згустки, утворює вертикальні стебла до близько 75 сантиметрів у висоту. Суцвіття — волоть кластерних колосків, оточених хмароподібною масою білих перистих щетинок завдовжки до 5 сантиметрів.

## Поширення
Природжене поширення: Еритрея; Ефіопія; Сомалі [пн.]; Ємен. Натуралізований: Африка: Алжир; Марокко; ПАР. Нова Зеландія. Європа: Греція; Італія [вкл. Сардинія]; Франція — Корсика; Португалія — Азорські острови, Мадейра; Гібралтар; Іспанія [вкл. Балеарські острови, Канарські острови]. Мексика. Південна Америка: Бразилія — Сан-Паулу; Болівія; Аргентина; Чилі; Уругвай. Культивується: Сполучені Штати Америки. Вирощують як декоративну рослину.